# George Cole
George Edward Cole OBE (Tooting, 22 aprile 1925 – Reading, 5 agosto 2015) è stato un attore inglese.

## Biografia
Debuttò come attore nel 1941 all'età di 16 anni. Tra i molti film da lui interpretati, da ricordare Cleopatra (1963), in cui ebbe il ruolo di Flavio, la commedia La rapina più scassata del secolo (1966), in cui ricoprì il ruolo di "Flash Harry", da lui già interpretato in precedenza in una serie di pellicole incentrate sulla scuola di St. Trinian, filone popolare in Gran Bretagna durante gli anni cinquanta e sessanta.
Tra le sue ultime interpretazioni di rilievo, quella di Mr. Poole in Mary Reilly (1996) di Stephen Frears.
Fu sposato dal 1954 al 1962 con l'attrice Eileen Moore, dalla quale ebbe due figli. Nel 1964 si risposò con l'attrice Penny Morrell, dalla quale ebbe un terzo figlio.
Nel 2008 si ritirò dal cinema.

## Filmografia parziale
- Enrico V (The Chronicle History of King Henry the Fift with His Battell Fought at Agincourt in France), regia di Laurence Olivier (1944)
- Il ragno e la mosca (The Spider and the Fly), regia di Robert Hamer (1949)
- La volpe (Gone to Earth), regia di Michael Powell ed Emeric Pressburger (1950)
- Risate in paradiso (Laughter in Paradise), regia di Mario Zampi (1951)
- Nuda ma non troppo (Lady Godiva Rides Again), regia di Frank Launder (1951)
- Lo schiavo dell'oro (Scrooge), regia di Brian Desmond Hurst (1951)
- L'eredità di un uomo tranquillo (Happy Ever After), regia di Mario Zampi (1954)
- Oro (A Prize of Gold), regia di Mark Robson (1955)
- Sette mogli per un marito (The Constant Husband), regia di Sidney Gilliat (1955)
- L'arciere del re (Quentin Durward), regia di Richard Thorpe (1955)
- L'arma del delitto (The Weapon), regia di Val Guest (1956)
- La signora non è da squartare (Too Many Crooks), regia di Mario Zampi (1959)
- Cleopatra, regia di Joseph L. Mankiewicz (1963)
- La rapina più scassata del secolo (The Great St. Trinian's Train Robbery), regia di Sidney Gilliat, Frank Launder (1966)
- Vampiri amanti (The Vampire Lovers), regia di Roy Ward Baker (1970)
- UFO distruggete Base Luna (Kill Straker, a Question of Priorities), regia di Laxie Turner (1971)
- L'allucinante notte di una baby sitter (Fright), regia di Peter Collinson (1971)
- Il giardino della felicità (The Blue Bird), regia di George Cukor (1976)
- Mary Reilly, regia di Stephen Frears (1996)

## Doppiatori italiani
- Stefano Sibaldi in L'arciere del re
- Enzo Tarascio in Vampiri amanti
- Dario Penne in Mary Reilly
- Antonio Guidi in La rapina più scassata del secolo